# 1. deild kvinnur
1. deild kvinnur är den högsta divisionen i fotboll för damer på Färöarna och grundades 1985. Den arrangeras av Färöarnas fotbollsförbund. Den mest framgångsrika klubben är KÍ Klaksvík som mellan år 2000 och 2016 vann mästerskapet 16 år i rad.

## Format
De deltagande lagen möter varandra fyra gånger i ett seriespel, där vinnaren blir färöiska mästare och kvalificerar sig för Uefa Women's Champions League. Det finns även en andradivision för damer (2. deild kvinnur), men ingen uppflyttning eller nedflyttning sker mellan dessa divisioner.

## Nuvarande lag
Säsongen 2019 bestod ligan av fem lag.
| Lag                   | Stad       |
| --------------------- | ---------- |
| B36 Tórshavn          | Tórshavn   |
| EB/Streymur/Skála     | Streymnes  |
| Havnar Bóltfelag (HB) | Tórshavn   |
| ÍF/Víkingur/B68       | Norðragøta |
| KÍ Klaksvík           | Klaksvík   |

## Säsonger
| Säsong | Mästare           |
| ------ | ----------------- |
| 1985   | B36 Tórshavn      |
| 1986   | HB                |
| 1987   | B36 Tórshavn      |
| 1988   | HB                |
| 1989   | HB                |
| 1990   | Skála             |
| 1991   | ÍF                |
| 1992   | Skála             |
| 1993   | HB                |
| 1994   | HB                |
| 1995   | HB                |
| 1996   | B36 Tórshavn      |
| 1997   | KÍ Klaksvík       |
| 1998   | B36 Tórshavn      |
| 1999   | HB                |
| 2000   | KÍ Klaksvík       |
| 2001   | KÍ Klaksvík       |
| 2002   | KÍ Klaksvík       |
| 2003   | KÍ Klaksvík       |
| 2004   | KÍ Klaksvík       |
| 2005   | KÍ Klaksvík       |
| 2006   | KÍ Klaksvík       |
| 2007   | KÍ Klaksvík       |
| 2008   | KÍ Klaksvík       |
| 2009   | KÍ Klaksvík       |
| 2010   | KÍ Klaksvík       |
| 2011   | KÍ Klaksvík       |
| 2012   | KÍ Klaksvík       |
| 2013   | KÍ Klaksvík       |
| 2014   | KÍ Klaksvík       |
| 2015   | KÍ Klaksvík       |
| 2016   | KÍ Klaksvík       |
| 2017   | EB/Streymur/Skála |
| 2018   | EB/Streymur/Skála |
| 2019   | KÍ Klaksvík       |
| 2020   | KÍ Klaksvík       |
| 2021   | KÍ Klaksvík       |
| 2022   | KÍ Klaksvík       |
| 2023   | KÍ Klaksvík       |
| 2024   | NSÍ Runavík       |